# Rejsens mål
Rejsens mål er en roman fra 1995 skrevet af Bent Vinn Nielsen.
Hanne er én af Lustrups mest eftertragtede piger. Det vækker derfor undren, at hun som tyve-årig gifter sig med noget af et drog – Benny Bøv, som han blev kaldt i skolen. Hvad vil hun dog med ham? Hun ved det ikke og fortryder da også forholdet – hele sit liv har hun haft følelsen af at være gået glip af noget.
Romanen fortæller om Hannes rejse fra Vendsyssel gennem det danske land, gennem mange forskellige miljøer og med mange forskellige mænd.